# Greatest hits (Neil Young)
Greatest hits is het derde verzamelalbum van de Canadese muzikant Neil Young, eerdere verzamelalbums waren Decade (1977) en Lucky thirteen (1993). Op de achterkant van de hoes staat dat de nummers op het album geselecteerd zijn op originele verkopen, airplay en bekende downloadgeschiedenis.

## Tracklist
Alle muziek en teksten zijn geschreven door Neil Young. 
| 1.                 | Down by the river               | 9:16  |
| 2.                 | Cowgirl in the sand             | 10:05 |
| 3.                 | Cinnamon girl                   | 2:59  |
| 4.                 | Helpless                        | 3:37  |
| 5.                 | After the gold rush             | 3:46  |
| 6.                 | Only love can break your heart  | 3:09  |
| 7.                 | Southern man                    | 5:31  |
| 8.                 | Ohio                            | 2:59  |
| 9.                 | The needle and the damage done  | 2:10  |
| 10.                | Old man                         | 3:22  |
| 11.                | Heart of gold                   | 3:07  |
| 12.                | Like a hurricane                | 8:20  |
| 13.                | Comes a time                    | 3:04  |
| 14.                | Hey hey, my my (Into the black) | 4:59  |
| 15.                | Rockin' in the free world       | 4:41  |
| 16.                | Harvest moon                    | 5:03  |
| Totale duur: 76:08 |                                 |       |